# Chiesa di San Tommaso Apostolo (Padova)
La chiesa di San Tommaso Apostolo conosciuta popolarmente come chiesa di San Tomìo o Tomaso era un edificio religioso di origine paleocristiana che si ergeva in contrà San Tomaso, ove ora sta l'angolo del Palazzo delle Poste tra Corso Garibaldi e Largo Europa, a Padova. Era da tempo immemore chiesa parrocchiale del vicino quartiere dei conciapelli.

## Storia
L'edificio sorse in età paleocristiana. Nel 596 la chiesa fu danneggiata da un'alluvione e nei secoli subì ricostruzioni e ampliamenti. La si trova citata in documenti del 1170. Fu importante centro di culto a partire dal XIII secolo quando il vicino quartiere si animò di un buon numero di botteghe di conciatori. Nel 1804, a seguito delle legislazioni ecclesiastiche napoloeoniche, perse il titolo parrocchiale - assorbito dalla chiesa di San Giacomo - e dopo il 1818 venne trasformata in magazzino. Fu definitivamente abbattuta all'inizio del Novecento per lasciare spazio al Palazzo delle Poste.
Nella chiesa trovava sepoltura Caspar Schoppe (morto nel 1649).
Fuori dal muro che circondava il sagrato della chiesa, vicino ad un pozzo fu sepolto senza alcuna sacra cerimonia il poeta Luigi Pulci uomo di poca, o niuna religione.

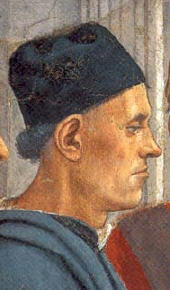
Luigi Pulci trovò sepoltura appena fuori del sagrato della chiesa.

## Descrizione
La chiesa aveva l'abside rivolto a levante, verso l'Arena romana, mentre la facciata si ergeva verso la riva del Naviglio. La fiancata verso settentrione si accostava probabilmente a quella che era la casa canonica. Era tutt'intorno circondata da un muricciolo che ne delimitava il sagrato ad uso di cimitero.
La chiesa misurava in lunghezza all'incirca 17 metri ed era larga 13. Sull'altar maggiore stava L'incredulità di san Tommaso di Alessandro Varotari (1610) e sopra, sulla volta del presbiterio un'Assunzione della Vergine di Giovanni Antonio Pellegrini; sua pure la pala dell'altare che era posto sulla parete a meridione San Nicolò che libera alcuni divoti dal naufragio (data 1722). Sull'altare dirimpetto stava un crocifisso di Antonio Bonazza. Sull'altare posto al lato destro del presbiterio stava la pala col Transito di San Giuseppe di Giovanni Battista Cromer.